# Dieter Ziegler (Politiker, 1937)
Dieter Ziegler (* 2. Mai 1937 in Maikammer; † 5. März 2019) war ein deutscher Winzer und Politiker (CDU). Er war ab 1985 Staatsminister im Ministerium für Landwirtschaft, Weinbau und Forsten in Rheinland-Pfalz.

## Leben und Beruf
Ziegler war Sohn eines Winzers. Nach dem Besuch des Realgymnasiums besuchte er eine Handelsschule, absolvierte eine Ausbildung zum Winzer, die er 1956 an der Weinbauschule mit der Winzergehilfenprüfung abschloss. Er war anschließend auf dem Weingut seines Vaters tätig, bestand 1960 die Prüfung zum Winzermeister mit der Note Sehr gut und übernahm 1961 die Leitung des väterlichen Betriebs. Später übergab er die betriebliche Geschäftsführung an seinen Sohn Michael. Von 1973 bis 1985 war er Vizepräsident des pfälzischen Weinbauverbands.
Dieter Ziegler war Mitglied des Bundes Katholischer Unternehmer (BKU).
Der Ehrenbürger von Maikammer war verheiratet und hatte zwei Söhne. Er starb 81-jährig am 5. März 2019.

## Partei
Ziegler war seit 1960 Mitglied der CDU. Von 1962 bis 1965 war er Vorsitzender der Pfälzischen Landjugend und von 1965 bis 1969 Mitglied des Junge-Union-Bezirksvorstands Pfalz. 1981 wurde er zum Vorsitzenden des CDU-Kreisverbands Landkreis Südliche Weinstraße gewählt.

## Abgeordneter
Ziegler war seit 1964 Ratsmitglied der Gemeinde Maikammer. Dem rheinland-pfälzischen Landtag gehörte er vom 29. Mai 1967, als er für den verstorbenen Abgeordneten Emil Geörger nachrückte, bis zu seiner Mandatsniederlegung am 14. August 1981 an.

## Öffentliche Ämter
Ziegler amtierte seit 1974 als Bürgermeister der Gemeinde Maikammer. Nach dem Rücktritt von Otto Meyer wurde er am 23. Mai 1985 als Minister für Landwirtschaft, Weinbau und Forsten in die von Ministerpräsident Bernhard Vogel geführte Regierung des Landes Rheinland-Pfalz berufen. Während seiner Amtszeit hatte er sich u. a. mit dem im Juli 1985 bekannt gewordenen „Glykolwein-Skandal“ auseinanderzusetzen. In der Folge entließ er, um weitere Schäden für die Weinwirtschaft zu vermeiden, Beamte aus dem Ministerium. Eine von ihm initiierte Änderung des Weingesetzes konnte jedoch nicht erreicht werden.
Ziegler gehörte auch dem folgenden, von Ministerpräsident Carl-Ludwig Wagner geleiteten Kabinett an. Im Zuge einer Kabinettsumbildung schied er am 21. Juni 1990 aus der Regierung aus und wurde als Landwirtschaftsminister von Werner Langen abgelöst.

## Ehrungen und Auszeichnungen
- 1959: Bundessieger im Berufswettkampf Weinbau
- 1979: Verdienstkreuz 1. Klasse des Verdienstordens der Bundesrepublik Deutschland
- 1991: Großes Verdienstkreuz des Verdienstordens der Bundesrepublik Deutschland